# آنت ویلیپو
آنت ویلیپو (انگلیسی: Anett Vilipuu؛ زادهٔ ۲۵ سپتامبر ۱۹۹۶) بازیکن فوتبال اهل استونی است.
وی همچنین در تیم ملی فوتبال Estonia بازی کرده‌است.